# No Way Down
No Way Down est le second EP du groupe électronique suédois Air France. L'album a été accueilli avec de bonnes critiques, notamment par Pitchfork qui le nomma avec la distinction Best New Music.

## Réception
Le webzine Pitchfork plaça No Way Down cent-soixante-et-unième sur leur liste des 200 chansons des années 2000.

## Liste des chansons
1. Maundy Thursday
2. June Evenings
3. Collapsing at Your Doorstep
4. No Excuses
5. No Way Down
6. Windmill Wedding